# 이사키촌 (이바라키현)
이사키촌(伊崎村)은 이바라키현 가와치군·이나시키군에 일찍이 존재했던 촌이다.

## 지리
- 현재의 이나시키시 동부, 구 아즈마정의 북동부에 위치한다.
- 촌내에는 신토네강이 흐르고 있다.
- 촌은 고원과 평지가 뒤섞인 골짜기가 많은 지형이다.

## 역사
- 1889년 4월 1일 - 정촌제 시행에 의해 가와치군 이사키촌이 성립하였다.
- 1896년 4월 1일 - 이나사키군이 성립하여, 이나사키군 이사키촌이 되었다.
- 1955년 1월 5일 - 모토신시마촌, 도요시마촌과 합병해 아즈마촌이 성립하여, 이사키촌은 소멸하였다.
- 1973년 - 구 이나사키촌의 일부가 사쿠라가와시에 편입되었다.

## 지리
| 1891년 | 1,864 |
| 1920년 | 2,126 |
| 1935년 | 2,463 |
| 1950년 | 3,108 |

## 교통

### 도로
- 2급국도
  - 국도 제125호선

## 참고문헌
- 角川日本地名大辞典編纂委員会『가도카와 일본 지명 대사전 8 茨城県』、가도카와 쇼텐、1983年 ISBN 4040010809